# 幽州 (南燕)
幽州，中国十六国时南燕设置的州。
399年，南燕在发干县设幽州，治所在发干县（今山东省沂水县西北），下辖东安郡。东安郡治所在盖县（今山东省沂源县东南）。下辖盖县、发干县、新泰县。410年，东晋刘裕灭南燕，废除幽州。